# Lattes
Pour les articles homonymes, voir Lattes (homonymie).
Lattes est une commune française située dans le nord-est du département de l'Hérault en région Occitanie, au sud de Montpellier.
Exposée à un climat méditerranéen, elle est drainée par le Lez, la Mosson, la Lironde, le Rieucoulon et par divers autres petits cours d'eau. La commune possède un patrimoine naturel remarquable : deux sites Natura 2000 (les étangs palavasiens et l'étang de l'Estagnol, deux espaces protégés (l'étang du Méjean et les étangs Palavasiens) et quatre zones naturelles d'intérêt écologique, faunistique et floristique.
Lattes est une commune urbaine et littorale qui compte 17 592 habitants en 2022, après avoir connu une forte hausse de la population depuis 1962. Elle est dans l'agglomération de Montpellier et fait partie de l'aire d'attraction de Montpellier. Ses habitants sont appelés les Lattois et Lattoises.

## Géographie

### Localisation
Lattes est située au sud de la préfecture de l'Hérault, Montpellier, dans une plaine coupée en deux par le Lez, un fleuve côtier.
Historiquement, le territoire de la commune est partiellement inondable, en cas de crue du fleuve du Lez. Des digues protègeant les parties de la commune proche du Lez et de la Mosson représentent un risque majeur : un rapport, émis en 2006, de l'Inspection générale de l'environnement l'indique et évalue le risque à trois cents morts à Lattes-Centre et certains lieux-dits comme les Marestelles, tout en jugeant les aménagements insuffisants. La commune n’est pas protégée au-delà des crues de fréquence 20 ans environ et la probabilité d’une crue destructive est d'au moins 5 % chaque année.
Sur la rive gauche du Lez se trouve la plus grande partie des habitants et des activités de la commune. Les quartiers de Lattes-Centre et de Boirargues sont séparés par quelques exploitations agricoles, des champs inutilisés et des zones commerciales d'importance sur les axes de deux routes allant de Carnon à Montpellier.
Au sud de Lattes-Centre, l'étang du Méjean est une réserve naturelle protégée où les oiseaux peuvent être observés. Une maison de la nature située à l'entrée permet de découvrir cet espace.
Sur la rive droite du Lez (rive gauche de la Mosson), se trouvent le village de Maurin fondé par des agriculteurs rapatriés d'Algérie et des habitants de Montpellier dans les années 1960, et deux quartiers isolés d'habitat peu dense : la Céreirède et les Marestelles. Le reste du territoire est constitué de terres agricoles ou d'herbes sèches et de quelques parcelles plantées en vignes. Au nord-est, à la limite avec Saint-Jean-de-Védas, l'écart (hameau) de la Jasse de Maurin borde le bois de Maurin dont il est séparé par la voie ferrée. Dans le bois de Maurin se trouve le point culminant naturel de la commune à 26 mètres d'altitude,.
C'est sur la rive droite que se trouvent un équipement majeur de l'agglomération de Montpellier, actuellement géré par Montpellier Méditerranée Métropole : la station d'épuration Maera.

### Communes limitrophes
Les communes limitrophes sont  Mauguio, Montpellier, Palavas-les-Flots, Pérols, Saint-Jean-de-Védas et Villeneuve-lès-Maguelone.

### Climat
Pour des articles plus généraux, voir Climat de l'Occitanie et Climat de l'Hérault.
En 2010, le climat de la commune est de type climat méditerranéen franc, selon une étude s'appuyant sur une série de données couvrant la période 1971-2000. En 2020, Météo-France publie une typologie des climats de la France métropolitaine dans laquelle la commune est exposée à un climat méditerranéen et est dans la région climatique  Provence, Languedoc-Roussillon, caractérisée par une pluviométrie faible en été, un très bon ensoleillement (2 600 h/an), un été chaud (21,5 °C), un air très sec en été, sec en toutes saisons, des vents forts (fréquence de 40 à 50 % de vents > 5 m/s) et peu de brouillards.
Pour la période 1971-2000, la température annuelle moyenne est de 14,5 °C, avec une amplitude thermique annuelle de 16,5 °C. Le cumul annuel moyen de précipitations est de 644 mm, avec 5,7 jours de précipitations en janvier et 2,4 jours en juillet. Pour la période 1991-2020, la température moyenne annuelle observée sur la station météorologique la plus proche, située sur la commune de Villeneuve-lès-Maguelone à 5 km à vol d'oiseau, est de 15,4 °C et le cumul annuel moyen de précipitations est de 591,6 mm,. Pour l'avenir, les paramètres climatiques de la commune estimés pour 2050 selon différents scénarios d'émission de gaz à effet de serre sont consultables sur un site dédié publié par Météo-France en novembre 2022.

### Milieux naturels et biodiversité

#### Espaces protégés
La protection réglementaire est le mode d’intervention le plus fort pour préserver des espaces naturels remarquables et leur biodiversité associée,.
Deux espaces protégés sont présents sur la commune : 
- l'« étang du Méjean », un terrain acquis par le Conservatoire du Littoral, d'une superficie de 169,9 ha[14],[15] ;
- les « étangs Palavasiens », une zone humide protégée par la convention de Ramsar, d'une superficie de 7 583 ha[16].

#### Réseau Natura 2001

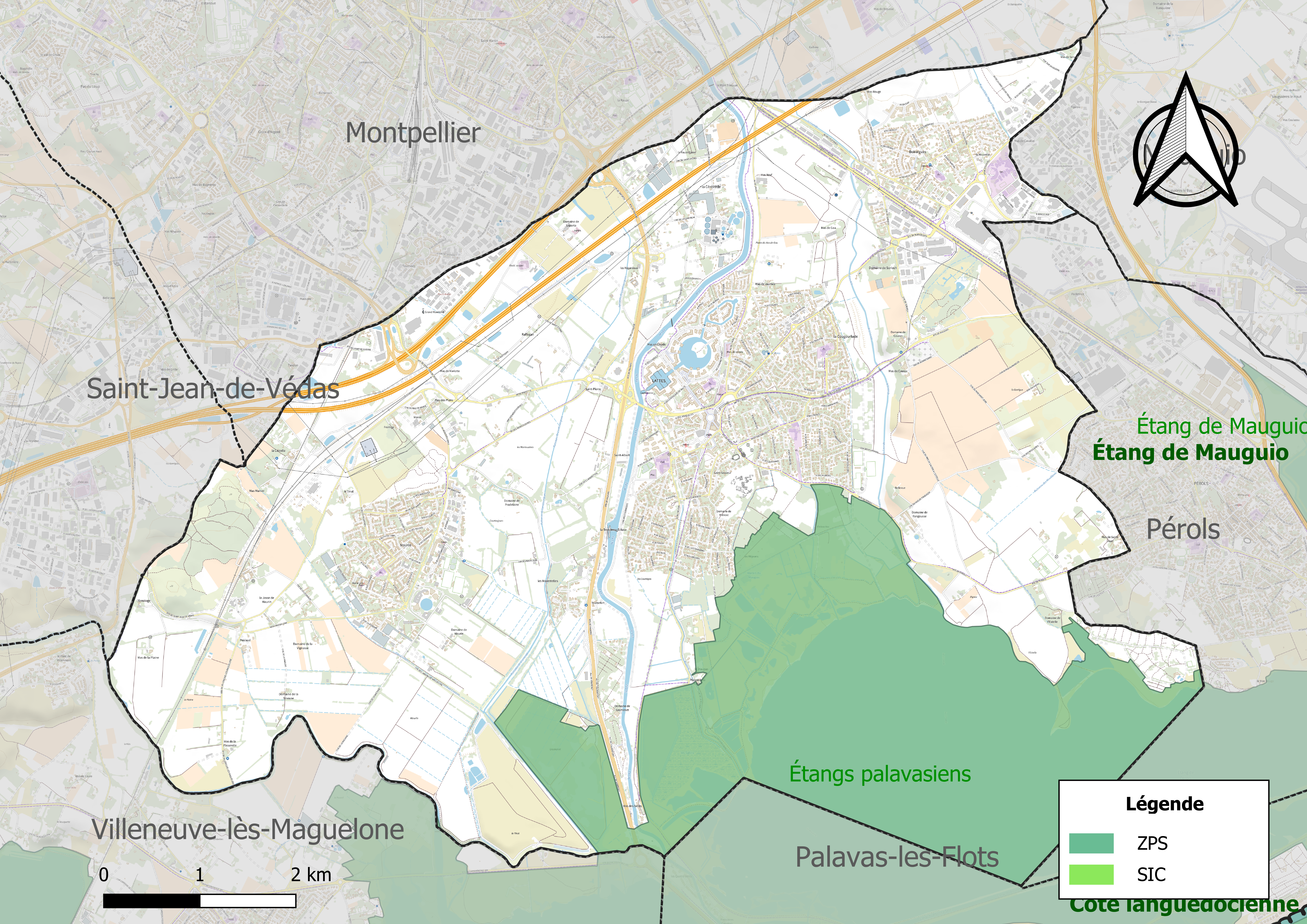
Site Natura 2000 sur le territoire communal.

Le réseau Natura 2000 est un réseau écologique européen de sites naturels d'intérêt écologique élaboré à partir des directives habitats et oiseaux, constitué de zones spéciales de conservation (ZSC) et de zones de protection spéciale (ZPS).
Un site Natura 2000 a été défini sur la commune au titre de la directive habitats : les « étangs palavasiens ». D'une superficie de 6 600 ha, ils sont séparés de la mer par un lido encore vierge de toute urbanisation sur un grand linéaire côtier, ce qui permet la coexistence de différents habitats naturels littoraux : systèmes dunaires, laisses de mer et sansouires.
Un autre site relève de la directive oiseaux : les « étangs palavasiens et étang de l'Estagnol ». Occupant une superficie de 6 600 ha, ils attirent une avifaune à la fois abondante et variée qu'elle soit nicheuse, hivernante ou migratrice. Elles constituent notamment des zones de repos pour le Flamant rose et des espèces rares comme la Sterne naine, le Gravelot à collier interrompu et la Talève sultane.

#### Zones naturelles d'intérêt écologique, faunistique et floristique
L’inventaire des zones naturelles d'intérêt écologique, faunistique et floristique (ZNIEFF) a pour objectif de réaliser une couverture des zones les plus intéressantes sur le plan écologique, essentiellement dans la perspective d'améliorer la connaissance du patrimoine naturel national et de fournir aux différents décideurs un outil d'aide à la prise en compte de l'environnement dans l'aménagement du territoire.
Deux ZNIEFF de type 1 sont recensées sur la commune :
- l'étang du Méjean-Pérols, 730 ha de terrains en friche et terrains vagues (habitat déterminant) répartis entre Lattes, Palavas-les-Flots et Pérols[22] ;
- le marais de Lattes, 240 ha de gazons méditerranéens à Cyperus (habitat déterminant) répartis entre Lattes et Palavas-les-Flots[23].

et deux ZNIEFF de type 2, :
- le complexe paludo-laguno-dunaire des étangs montpelliérains, 14 344 ha de cladiaies riveraines (habitat déterminant) répartis entre 14 communes[24],[25] ;
- la montagne de la Gardiole, 5 289 ha de prairies humides méditerranéennes à grandes herbes (habitat déterminant) réparties sur 10 communes[26],[27].

## Urbanisme

### Typologie
Au 1er janvier 2024, Lattes est catégorisée grand centre urbain, selon la nouvelle grille communale de densité à sept niveaux définie par l'Insee en 2022. Elle appartient à l'unité urbaine de Montpellier, une agglomération intra-départementale regroupant 22 communes, dont elle est une commune de la banlieue,,. Par ailleurs, la commune fait partie de l'aire d'attraction de Montpellier, dont elle est une commune du pôle principal,. Cette aire, qui regroupe 161 communes, est catégorisée dans les aires de 700 000 habitants ou plus (hors Paris),.
La commune, bordée par la mer Méditerranée, est également une commune littorale au sens de la loi du 3 janvier 1986, dite loi littoral. Des dispositions spécifiques d'urbanisme s'y appliquent dès lors afin de préserver les espaces naturels, les sites, les paysages et l'équilibre écologique du littoral, tel le principe d'inconstructibilité, en dehors des espaces urbanisés, sur la bande littorale des 100 mètres, ou plus si le plan local d’urbanisme le prévoit.

### Occupation des sols

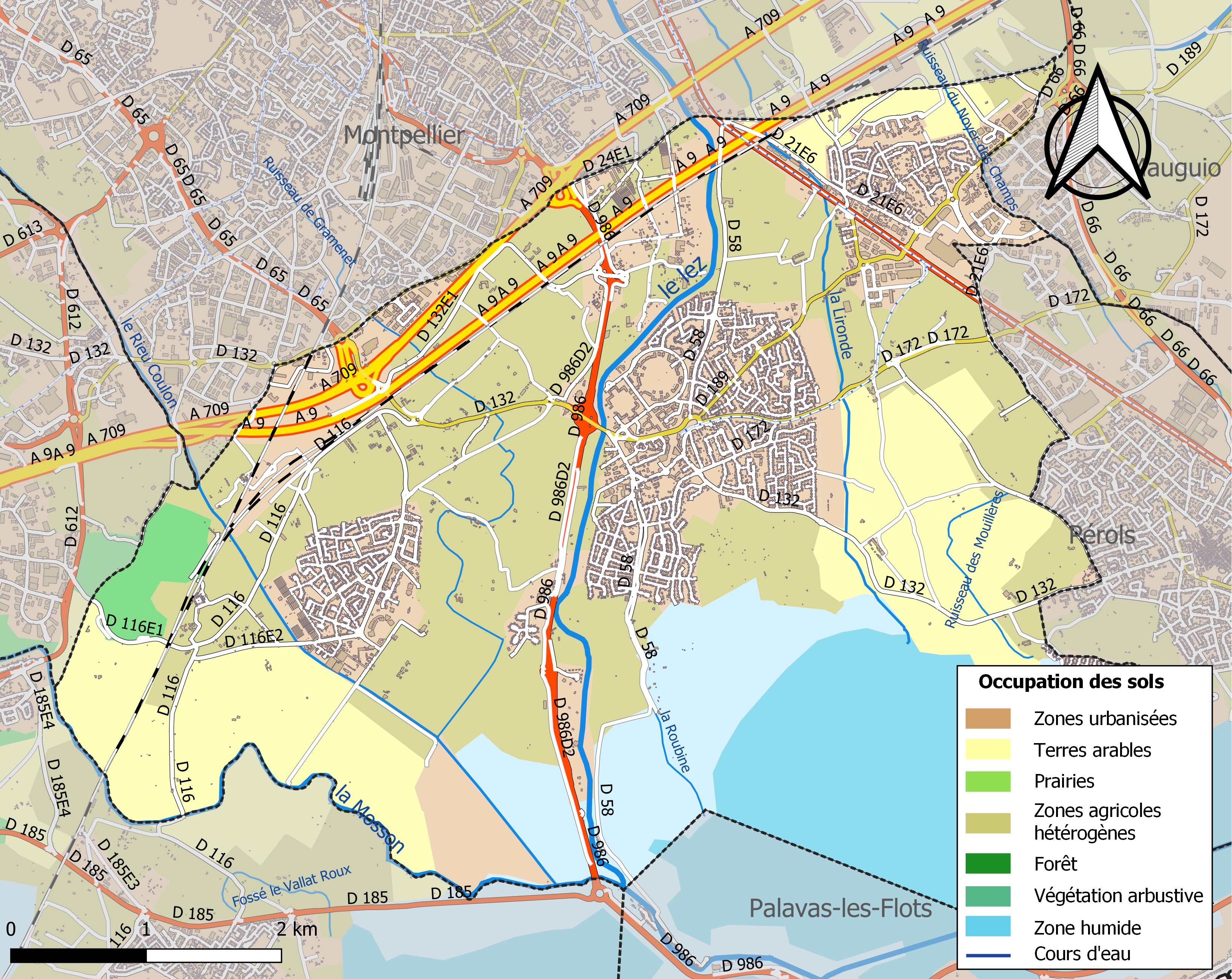
Carte des infrastructures et de l'occupation des sols de la commune en 2018 (CLC).

L'occupation des sols de la commune, telle qu'elle ressort de la base de données européenne d'occupation biophysique des sols Corine Land Cover (CLC), est marquée par l'importance des territoires agricoles (48,9 % en 2018), en diminution par rapport à 1990 (55,9 %). La répartition détaillée en 2018 est la suivante : 
zones agricoles hétérogènes (32,3 %), zones urbanisées (16,1 %), terres arables (14,3 %), eaux maritimes (12,7 %), zones humides côtières (8,7 %), zones industrielles ou commerciales et réseaux de communication (8,1 %), cultures permanentes (2,4 %), espaces verts artificialisés, non agricoles (2,2 %), mines, décharges et chantiers (1,7 %), milieux à végétation arbustive et/ou herbacée (1,5 %). L'évolution de l'occupation des sols de la commune et de ses infrastructures peut être observée sur les différentes représentations cartographiques du territoire : la carte de Cassini (XVIIIe siècle), la carte d'état-major (1820-1866) et les cartes ou photos aériennes de l'IGN pour la période actuelle (1950 à aujourd'hui).

### Hameaux, lieux-dits, quartiers
- Trois unités urbaines : Lattes-Centre, Maurin, Boirargues ;
- Étang du Méjean ;
- Isolés : la Jasse de Maurin et la Céreirède.

### Risques majeurs
Le territoire de la commune de Lattes est vulnérable à différents aléas naturels : météorologiques (tempête, orage, neige, grand froid, canicule ou sécheresse), inondations, feux de forêts et séisme (sismicité très faible). Il est également exposé à un risque technologique, le transport de matières dangereuses. Un site publié par le BRGM permet d'évaluer simplement et rapidement les risques d'un bien localisé soit par son adresse soit par le numéro de sa parcelle.

#### Risques naturels
La commune fait partie du territoire à risques importants d'inondation (TRI) de Montpellier-Lunel-Maugio-Palavas, regroupant 49 communes du bassin de vie de Montpellier et s'étendant sur les départements de l'Hérault et du Gard, un des 31 TRI qui ont été arrêtés fin 2012 sur le bassin Rhône-Méditerranée, retenu au regard des risques de submersions marines et de débordements du Vistre, du Vidourle, du Lez et de la Mosson. Parmi les événements significatifs antérieurs à 2019 qui ont touché le territoire, peuvent être citées les crues de septembre 2002 et de septembre 2003 (Vidourle) et les tempêtes de novembre 1982 et décembre 1997 qui ont touché le littoral. Des cartes des surfaces inondables ont été établies pour trois scénarios : fréquent (crue de temps de retour de 10 ans à 30 ans), moyen (temps de retour de 100 ans à 300 ans) et extrême (temps de retour de l'ordre de 1 000 ans, qui met en défaut tout système de protection). La commune a été reconnue en état de catastrophe naturelle au titre des dommages causés par les inondations et coulées de boue survenues en 1982, 1987, 1993, 1994, 1997, 2001, 2002, 2003, 2009, 2014, 2015, 2016, 2018 et 2021 et au titre des inondations par remontée de nappe en 2018,.
Lattes est exposée au risque de feu de forêt. Un plan départemental de protection des forêts contre les incendies (PDPFCI) a été approuvé en juin 2013 et court jusqu'en 2022, où il doit être renouvelé. Les mesures individuelles de prévention contre les incendies sont précisées par deux arrêtés préfectoraux et s'appliquent dans les zones exposées aux incendies de forêt et à moins de 200 mètres de celles-ci. L'arrêté du 25 avril 2002 réglemente l'emploi du feu en interdisant notamment d'apporter du feu, de fumer et de jeter des mégots de cigarette dans les espaces sensibles et sur les voies qui les traversent sous peine de sanctions. L'arrêté du 11 mars 2013 rend le débroussaillement obligatoire, incombant au propriétaire ou ayant droit,.

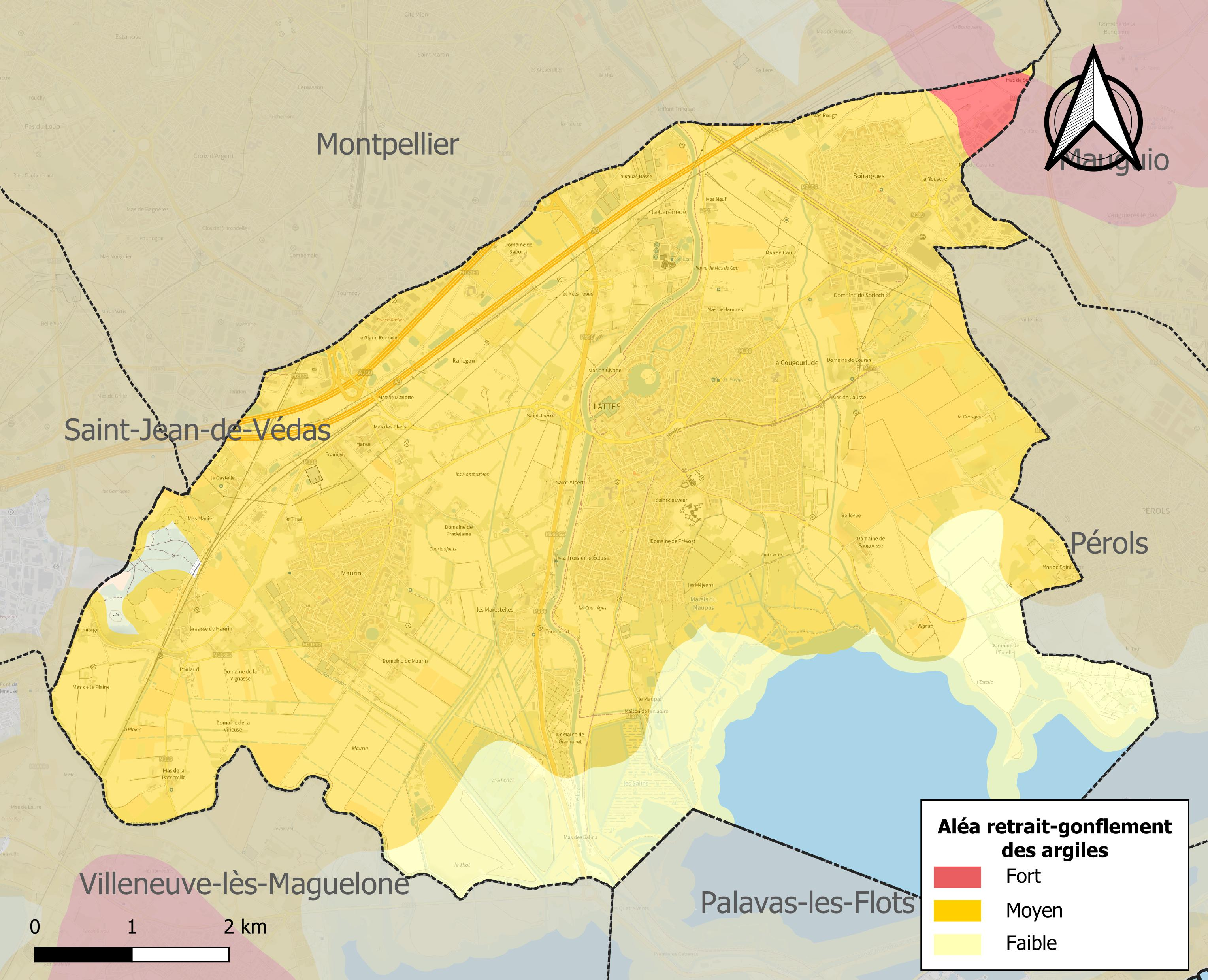
Carte des zones d'aléa retrait-gonflement des sols argileux de Lattes.

Le retrait-gonflement des sols argileux est susceptible d'engendrer des dommages importants aux bâtiments en cas d'alternance de périodes de sécheresse et de pluie. 76,2 % de la superficie communale est en aléa moyen ou fort (59,3 % au niveau départemental et 48,5 % au niveau national). Sur les 4 400 bâtiments dénombrés sur la commune en 2019, 4 392 sont en aléa moyen ou fort, soit 100 %, à comparer aux 85 % au niveau départemental et 54 % au niveau national. Une cartographie de l'exposition du territoire national au retrait gonflement des sols argileux est disponible sur le site du BRGM,.
Par ailleurs, afin de mieux appréhender le risque d'affaissement de terrain, l'inventaire national des cavités souterraines permet de localiser celles situées sur la commune.

#### Risques technologiques
Le risque de transport de matières dangereuses sur la commune est lié à sa traversée par des infrastructures routières ou ferroviaires importantes ou la présence d'une canalisation de transport d'hydrocarbures. Un accident se produisant sur de telles infrastructures est susceptible d'avoir des effets graves sur les biens, les personnes ou l'environnement, selon la nature du matériau transporté. Des dispositions d'urbanisme peuvent être préconisées en conséquence.

## Toponymie
En occitan, son nom est Latas. Les habitants sont les Lattois.
L'étymologie de Lattes serait la même, mais inversée, que celle d'Arles, late « marais » et are « devant, près de ».

## Histoire

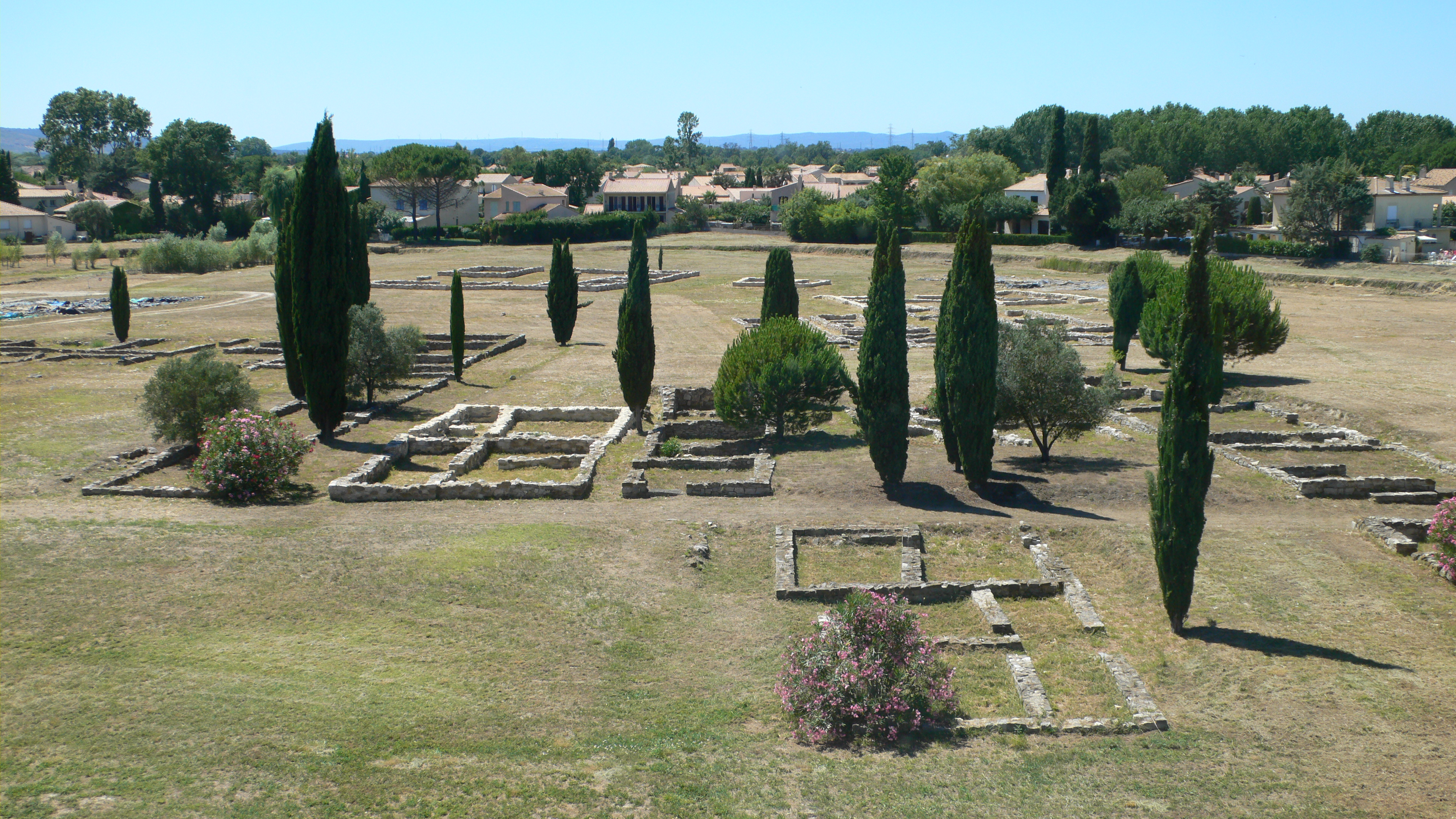
Site archéologique de Lattara.

Blason de Lattes. Depuis les années 1990, la mairie utilise un logotype utilisant un L majuscule bleu et vert.

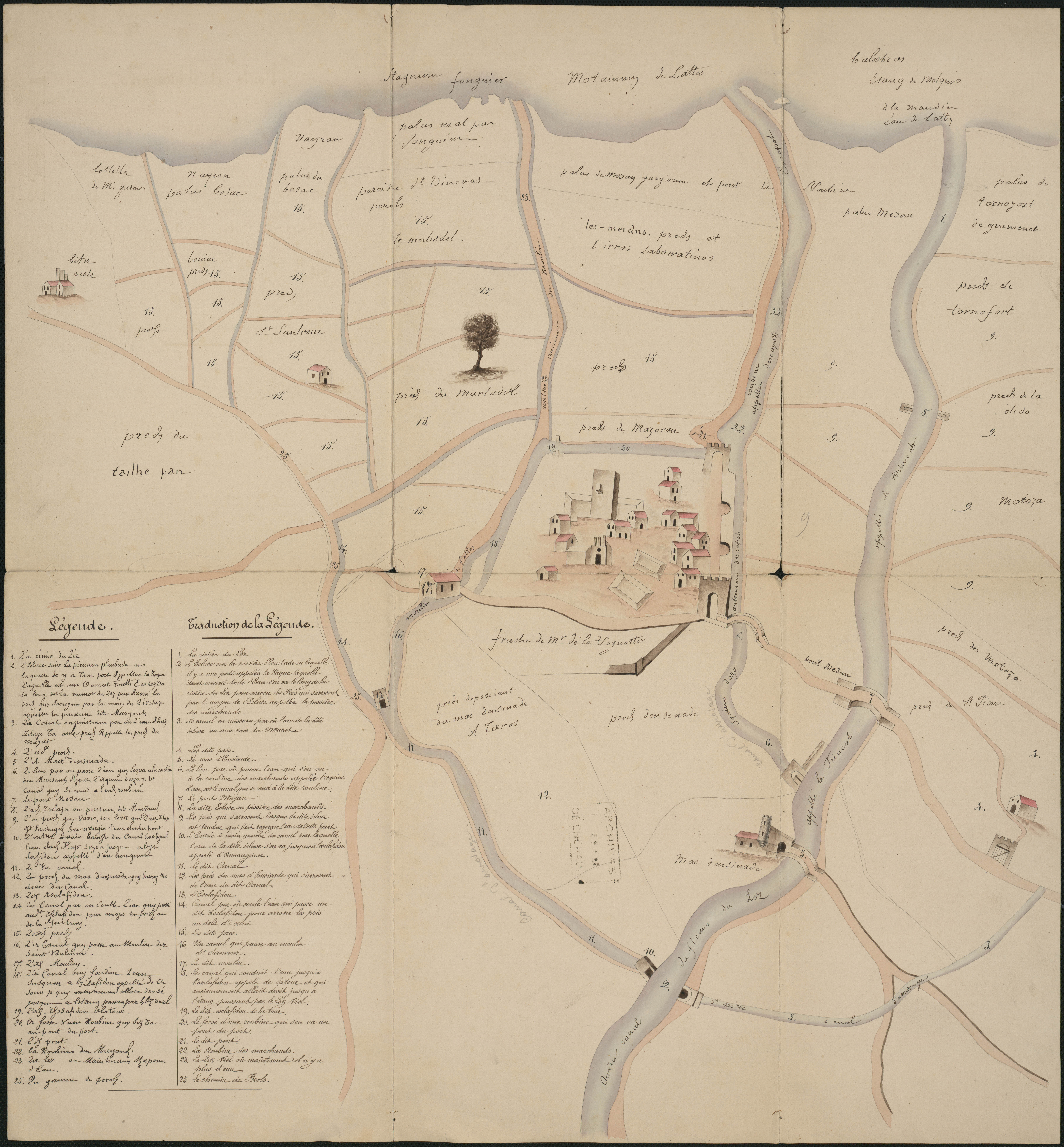
Copie d'un plan du XVIe siècle de la rivière du Lez et de la ville de Lattes, 1860.

### Protohistoire et Antiquité
Durant l'âge du fer (VIIIe – IIe siècle av. J.-C.), Lattes constitue l'un des principaux oppida de la Celtique méditerranéenne. Dans l'antiquité, il existe un site indigène à Lattara en rapport avec les Étrusques, les Grecs, puis les Romains.
Un village protohistorique existait sur la zone actuellement appelée la Cougourlude ; il était occupé aux VIe et Ve siècles avant notre ère (entre environ 550 et 475 avant J.-C.) et était situé sur les deux rives d'un cours de la Lironde, au carrefour avec une voie de circulation, et s'étendait sur une surface plus importante que celles des habitats lagunaires voisins. Des amphores étrusques et massaliotes et de la vaisselle de table importée de Grèce et d'Italie ont été retrouvés sur ce site,.
Située à moins de 1 km de ce site, Lattara a été fondée vers 525 avant notre ère. Il semble que ce site ait été fondé par des Étrusques. Lattara a la forme d'une ville portuaire, comporte un plan organisé, des maisons construites sur des soubassements en pierre, et est entourée d'une enceinte.
Dès la fin du VIe – Ve siècle, ont été trouvés en plus des amphores étrusques et massaliotes, des amas de pépins de raisin avec un énorme pic daté entre 225 av. J.-C. et 25 apr. J.-C..
La ville de Lattara, très importante, commence à décliner au milieu du Ier siècle, tandis que l'habitat se disperse dans les territoires environnants. Sur le site de la Cougourlude, un mausolée gallo-romain a existé au début de notre ère, mais il a été démantelé dans les siècles qui ont suivi et ses pierres ont servi à la construction d'autres édifices. Au IVe siècle, un cimetière prend place sur le site.
Quatre sites archéologiques sur la commune sont enregistrés à l'INPN : l'Agau, le partiteur de crue, le partiteur de crue - tranche 2, la Cougourlude, et Saint-Sauveur.

### Moyen Âge
Un castrum voit le jour à Lattes au début du XIIe siècle.
Au Moyen Âge, le village de Lattes joue le rôle de port fluvial de Montpellier sur le fleuve Lez, en aval du port Juvénal de Montpellier qui était situé au niveau de l'hôtel de région. C'est, en partie, grâce au port de Lattes que Montpellier est devenue une ville commerçante importante du XIIe au XVe siècle en Méditerranée, et le principal port de France. Ce port a été profondément réaménagé par Jacques Cœur au XVe siècle car il voulait faire de Montpellier le centre de ses affaires commerciales. Le site du port a été découvert en 1988 lors de fouilles archéologiques sur le site du Mas Saint-sauveur, précédant les travaux d'urbanisation de l'actuel Port Ariane ; des vestiges importants, d'époque romaine et des XVe et XVIIe siècles ont été mis au jour.

### Période contemporaine

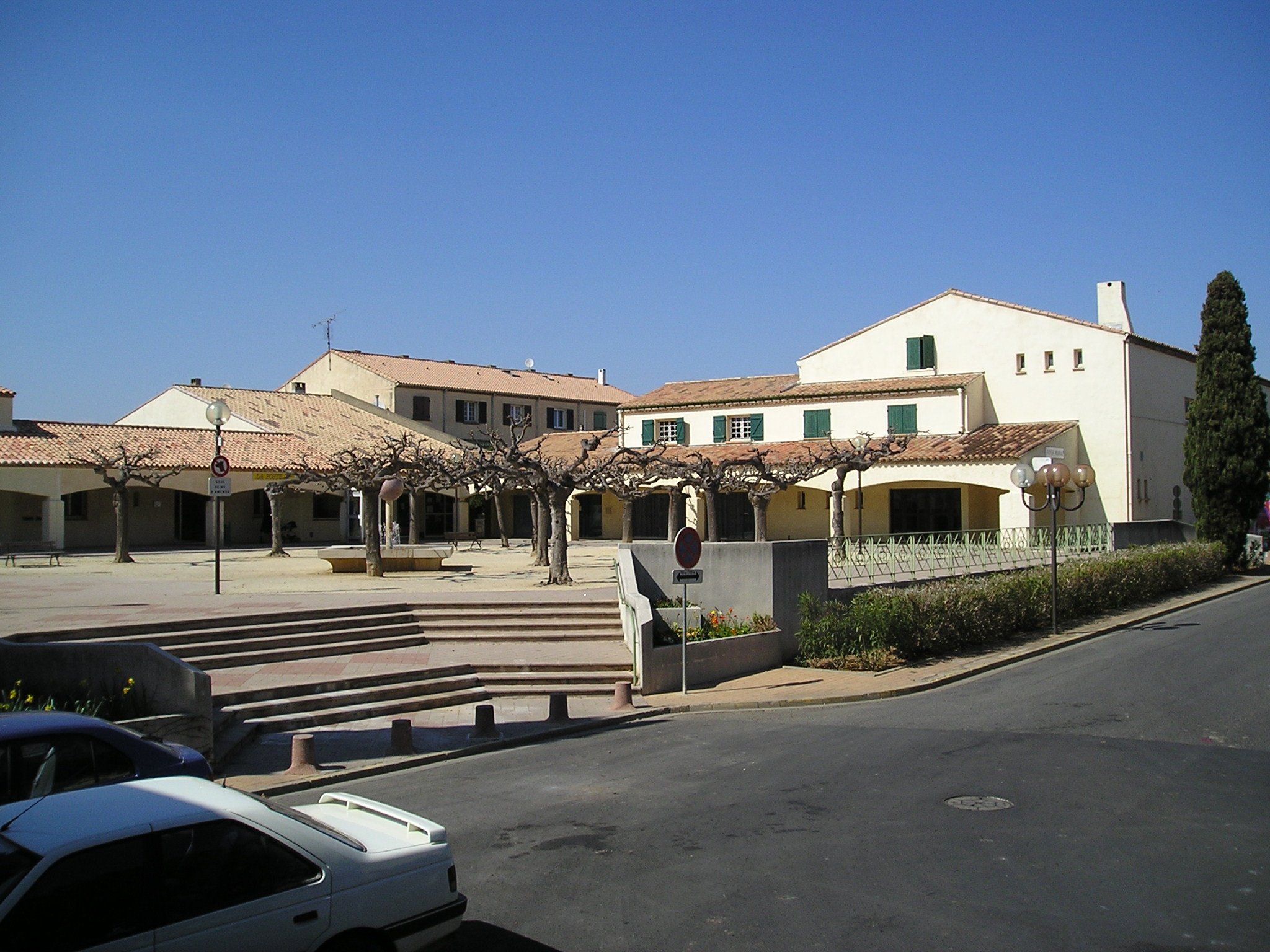
La place des Arcades à Maurin, première place construite dans ce village.

Entre 1790 et 1794, la paroisse de Soriech est rattachée à la commune de Lattes à la révolution.
Le 29 janvier 1850, Lattes perd une portion de territoire qui forme en partie la nouvelle commune de Palavas.
Dans les années 1960, la Société d'aménagement foncier et d'établissement rural (SAFER) achète le domaine de Maurin pour accueillir un groupe de rapatriés après la guerre d'Algérie et de Montpelliérains expropriés par la construction de l'autoroute et s'entend avec la mairie de Lattes pour développer des activités horticoles dans la plaine viticole. Le domaine lui-même accueille la SAFER. Le Crédit agricole du Midi y installe son siège social à côté d'une zone artisanale et du village de Maurin où s'installent une association de propriétaires montpelliérains désireux de s'installer là.
Lattes profite du développement de l'agglomération de Montpellier. Alors que la commune, sans véritable centre, n'est constitué que de quelques maisons éparpillées sur son territoire, jusqu'au début des années 1960, elle atteint 15 000 habitants à la fin des années 1990[réf. nécessaire].
Cependant, la quasi-totalité des lotissements récents de Lattes-Centre sont construits dans le lit majeur du Lez, lui-même enfermé dans de profondes digues. Le village de Maurin a été menacé par deux ruptures de digue sur la Mosson au cours des inondations exceptionnelles de 2002 et 2003 causées par des orages cévenols. Si le Lez, résurgence située à environ 30 km au nord de la commune, n'a pas inondé la plaine lattoise ces années-là, se pose néanmoins le problème des inondations, comme dans de nombreuses communes au pied des Cévennes[réf. nécessaire].

## Politique et administration

### Personnalités élues par circonscription électorale de rattachement
Au-delà du maire, premier magistrat administrant la commune, les personnalités élues dont le mandat est relatif à une collectivité à laquelle est rattachée la commune de Lattes et représentant donc le territoire communal au sein de chacune de ces collectivités sont les suivantes :
| Élections       | Élections                     | Circonscription électorale         | Élu de la circonscription       | Élu de la circonscription | Élu de la circonscription | Élu de la circonscription |
| Niveau          | Type                          | Circonscription électorale         | Titre                           | Nom                       | Début de mandat           | Fin de mandat             |
| --------------- | ----------------------------- | ---------------------------------- | ------------------------------- | ------------------------- | ------------------------- | ------------------------- |
| Groupe communal | Municipales et communautaires | Commune de Lattes                  | Maire                           | Cyril Meunier             | 2001                      | 2026                      |
| Groupe communal | Municipales et communautaires | Montpellier Méditerranée Métropole | Président de l'intercommunalité | Michaël Delafosse         | 2020                      | 2026                      |
| Département     | Départementales               | Canton de Lattes                   | Conseillère départementale      | Patricia Weber            | 29 mars 2015              | 2028                      |
| Département     | Départementales               | Canton de Lattes                   | Conseiller départemental        | Cyril Meunier             | 29 mars 2015              | 2028                      |
| Région          | Régionales                    | Région Occitanie                   | Président du conseil régional   | Carole Delga              | 4 janvier 2016            | 2028                      |
| Pays            | Législatives                  | 1re circonscription                | Député                          | Jean-Louis Roumégas       | 8 juillet 2024            | 2029                      |

### Intercommunalité
En tant que commune fondatrice du district de Montpellier, Lattes occupe une place importante au sein de Montpellier Méditerranée Métropole[réf. nécessaire].

## Démographie
L'évolution du nombre d'habitants est connue à travers les recensements de la population effectués dans la commune depuis 1793. Pour les communes de plus de 10 000 habitants les recensements ont lieu chaque année à la suite d'une enquête par sondage auprès d'un échantillon d'adresses représentant 8 % de leurs logements, contrairement aux autres communes qui ont un recensement réel tous les cinq ans,.

En 2022, la commune comptait 17 592 habitants, en évolution de +5,42 % par rapport à 2016 (Hérault : +7,49 %, France hors Mayotte : +2,11 %).
| 1793 | 1800 | 1806 | 1821 | 1831 | 1836 | 1841 | 1846 | 1851 |
| ---- | ---- | ---- | ---- | ---- | ---- | ---- | ---- | ---- |
| 315  | 204  | 209  | 307  | 363  | 320  | 331  | 367  | 385  |

| 1856 | 1861 | 1866 | 1872 | 1876 | 1881 | 1886 | 1891 | 1896 |
| ---- | ---- | ---- | ---- | ---- | ---- | ---- | ---- | ---- |
| 403  | 409  | 450  | 405  | 440  | 463  | 521  | 653  | 773  |

| 1901 | 1906 | 1911 | 1921  | 1926  | 1931  | 1936  | 1946  | 1954  |
| ---- | ---- | ---- | ----- | ----- | ----- | ----- | ----- | ----- |
| 780  | 938  | 960  | 1 000 | 1 128 | 1 260 | 1 243 | 1 241 | 1 297 |

| 1962  | 1968  | 1975  | 1982  | 1990   | 1999   | 2006   | 2011   | 2016   |
| ----- | ----- | ----- | ----- | ------ | ------ | ------ | ------ | ------ |
| 1 488 | 2 379 | 3 963 | 8 154 | 10 203 | 13 768 | 16 824 | 15 754 | 16 687 |

| 2021   | 2022   | - | - | - | - | - | - | - |
| ------ | ------ | - | - | - | - | - | - | - |
| 17 544 | 17 592 | - | - | - | - | - | - | - |

| selon la population municipale des années : | 1968 | 1975 | 1982 | 1990 | 1999 | 2006 | 2009 | 2013 |
| Rang de la commune dans le département      | 29   | 15   | 10   | 9    | 9    | 7    | 8    | 9    |
| Nombre de communes du département           | 343  | 340  | 343  | 343  | 343  | 343  | 343  | 343  |

## Économie

### Revenus
En 2018, la commune compte 7 925 ménages fiscaux, regroupant 17 098 personnes. La médiane du revenu disponible par unité de consommation est de 24 890 € (20 330 € dans le département). 63 % des ménages fiscaux sont imposés (45,8 % dans le département).

### Emploi
|                | 2008   | 2013   | 2018  |
| -------------- | ------ | ------ | ----- |
| Commune        | 7,6 %  | 8,7 %  | 9,5 % |
| Département    | 10,1 % | 11,9 % | 12 %  |
| France entière | 8,3 %  | 10 %   | 10 %  |

En 2018, la population âgée de 15 à 64 ans s'élève à 10 132 personnes, parmi lesquelles on compte 78,1 % d'actifs (68,6 % ayant un emploi et 9,5 % de chômeurs) et 21,9 % d'inactifs,. Depuis 2008, le taux de chômage communal (au sens du recensement) des 15-64 ans est inférieur à celui de la France et du département.
La commune fait partie du pôle principal de l'aire d'attraction de Montpellier,. Elle compte 8 359 emplois en 2018, contre 8 021 en 2013 et 8 291 en 2008. Le nombre d'actifs ayant un emploi résidant dans la commune est de 7 195, soit un indicateur de concentration d'emploi de 116,2 % et un taux d'activité parmi les 15 ans ou plus de 57,1 %.
Sur ces 7 195 actifs de 15 ans ou plus ayant un emploi, 1 952 travaillent dans la commune, soit 27 % des habitants. Pour se rendre au travail, 79,8 % des habitants utilisent un véhicule personnel ou de fonction à quatre roues, 7,6 % les transports en commun, 8,7 % s'y rendent en deux-roues, à vélo ou à pied et 3,8 % n'ont pas besoin de transport (travail au domicile).

### Activités hors agriculture

#### Secteurs d'activités
| Secteur d'activité                                                                                        | Commune | Commune | Département |
| Secteur d'activité                                                                                        | Nombre  | %       | %           |
| --- | ------- | ------- | ----------- |
| Ensemble                                                                                                  | 2 828   | 100 %   | (100 %)     |
| Industrie manufacturière, industries extractives et autres                                                | 102     | 3,6 %   | (6,7 %)     |
| Construction                                                                                              | 297     | 10,5 %  | (14,1 %)    |
| Commerce de gros et de détail, transports, hébergement et restauration                                    | 802     | 28,4 %  | (28 %)      |
| Information et communication                                                                              | 118     | 4,2 %   | (3,3 %)     |
| Activités financières et d'assurance                                                                      | 126     | 4,5 %   | (3,2 %)     |
| Activités immobilières                                                                                    | 168     | 5,9 %   | (5,3 %)     |
| Activités spécialisées, scientifiques et techniques et activités de services administratifs et de soutien | 575     | 20,3 %  | (17,1 %)    |
| Administration publique, enseignement, santé humaine et action sociale                                    | 394     | 13,9 %  | (14,2 %)    |
| Autres activités de services                                                                              | 246     | 8,7 %   | (8,1 %)     |

2 828 établissements sont implantés à Lattes au 31 décembre 2019. Le tableau ci-dessous en détaille le nombre par secteur d'activité et compare les ratios avec ceux du département,.
Le secteur du commerce de gros et de détail, des transports, de l'hébergement et de la restauration est prépondérant sur la commune puisqu'il représente 28,4 % du nombre total d'établissements de la commune (802 sur les 2828 entreprises implantées à Lattes), contre 28 % au niveau départemental.

#### Entreprises et commerces
Les cinq entreprises ayant leur siège social sur le territoire communal qui génèrent le plus de chiffre d'affaires en 2020 sont :
- Grim Auto, commerce de voitures et de véhicules automobiles légers (97 305 k€) ;
- Grim Passion, commerce de voitures et de véhicules automobiles légers (51 456 k€) ;
- Sauels France EURL, commerce de gros (commerce interentreprises) alimentaire spécialisé divers (41 542 k€) ;
- Fourel, commerce de voitures et de véhicules automobiles légers (38 333 k€) ;
- Saval, commerce de voitures et de véhicules automobiles légers (37 859 k€).

Septeo, édition de solutions logicielles et de services informatiques, a également son siège à Lattes et un chiffre d'affaires de 310 000 k€ en 2022[réf. nécessaire].

### Revenus de la population et fiscalité
En 2010, le revenu fiscal médian par ménage est de 33 793 €, ce qui plae Lattes au 8 071e rang parmi les 31 525 communes de plus de 39 ménages en métropole.

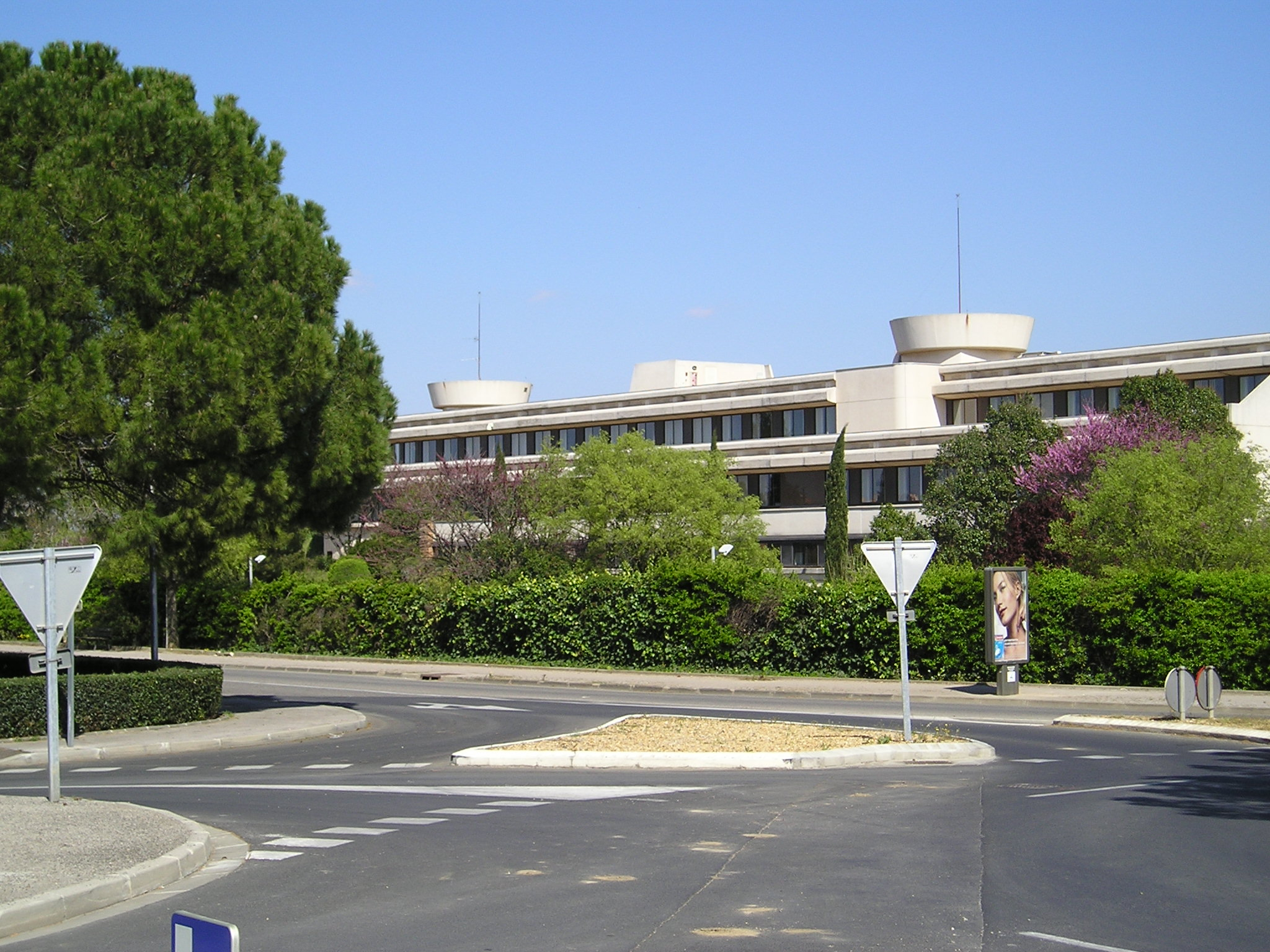
Le siège du Crédit agricole.

### Agriculture
La commune est dans la « Plaine viticole », une petite région agricole occupant la bande côtière du département de l'Hérault. En 2020, l'orientation technico-économique de l'agriculture sur la commune est la polyculture et/ou le polyélevage.
|               | 1988  | 2000  | 2010 | 2020 |
| ------------- | ----- | ----- | ---- | ---- |
| Exploitations | 128   | 74    | 32   | 24   |
| SAU (ha)      | 1 252 | 1 458 | 718  | 978  |

Le nombre d'exploitations agricoles en activité et ayant leur siège dans la commune est passé de 128 lors du recensement agricole de 1988 à 74 en 2000 puis à 32 en 2010 et enfin à 24 en 2020, soit une baisse de 81 % en 32 ans. Le même mouvement est observé à l'échelle du département qui a perdu pendant cette période 67 % de ses exploitations,. La surface agricole utilisée sur la commune a également diminué, passant de 1 252 ha en 1988 à 978 ha en 2020. Parallèlement la surface agricole utilisée moyenne par exploitation a augmenté, passant de 10 à 41 ha.

### Entreprises et commerces
- Siège social du Crédit agricole du Midi (Maurin) ;
- L'hypermarché construit à Boirargues attire les habitants des communes alentour, et a incité l'installation de nombreux commerces sur les zones voisines de Lattes et de Mauguio. L'hypermarché, du groupe Montlaur à l'origine, est cédé au groupe Carrefour dans les années 1990. Il forme, avec une cinquantaine de boutiques, le centre commercial « Grand Sud » ;
- Le siège social d'ASICS France est également installé à Boirargues ;
- Une des agences régionales d'Ineo, filiale d'Engie ;
- Une succursale de Schneider Electric.

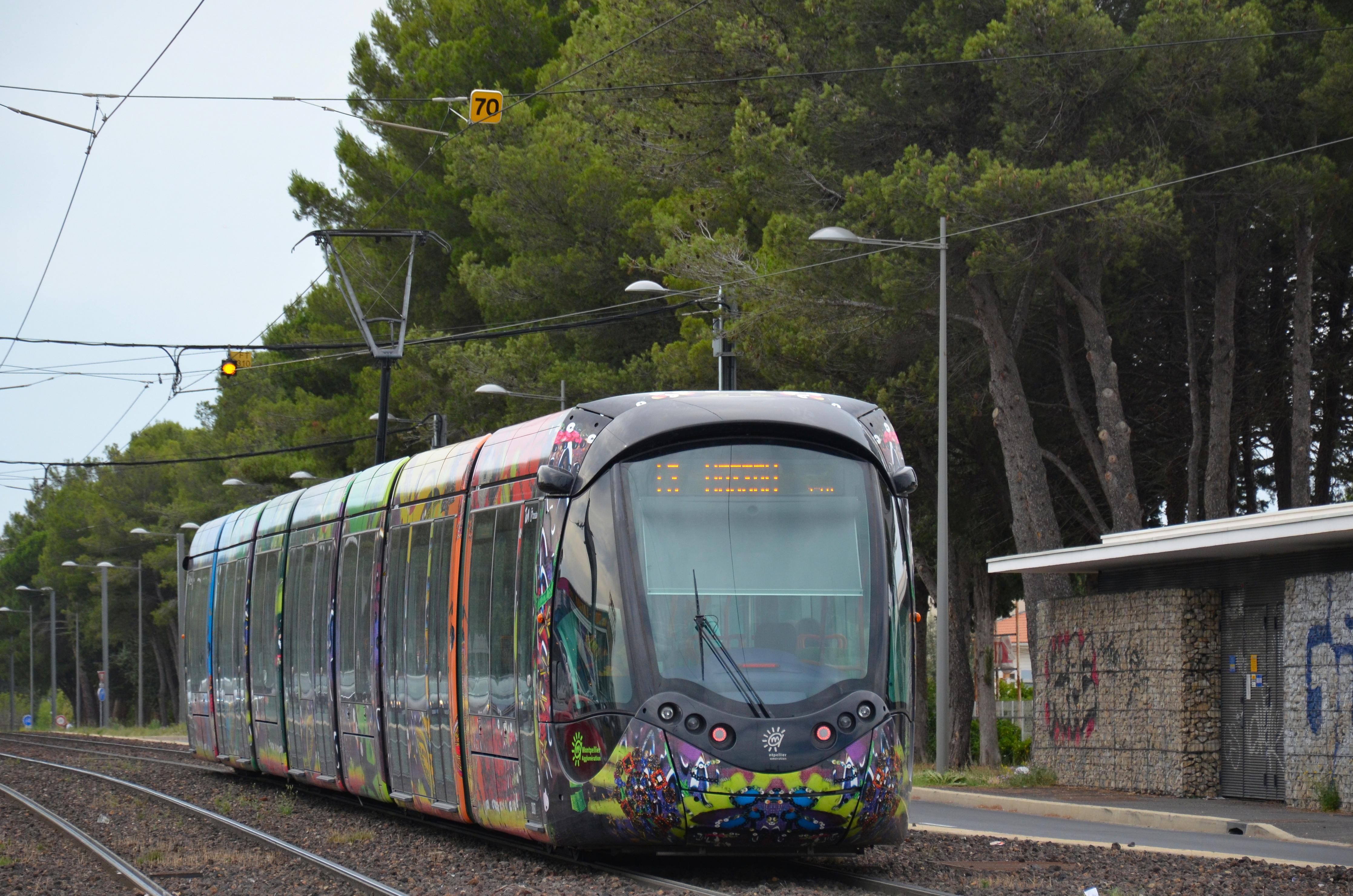
La ligne de tramway T3, à Lattes.

## Transports
La commune de Lattes est accessible par les Transports de l'agglomération de Montpellier via la ligne 3 du tramway et la ligne de bus 18.

## Sports
Le chantier de la piscine « Les Néréides » est commencé en juillet 2011 et représente la 13e piscine de l'agglomération. L'ensemble est composé d'un bassin sportif de 25 mètres de long, d'un bassin ludique de 185 m2 et d'une pataugeoire,.
La commune accueille une équipe de basket-ball féminin, participant à la Ligue féminine de basket : le Lattes Montpellier Agglomération Basket (LMAB), anciennement connu comme le Basket Lattes Maurin Montpellier. Issu de la section basket-ball du Foyer rural de Maurin, le club s'entraîne et joue ses matchs dans la salle des sports de Lattes-Centre depuis les années 1990.
L'Association sportive de Lattes, club omni-sport, est fondée le 18 août 1945[réf. nécessaire].
En 2020, elle accueille une équipe de rugby à XIII, les Sharks de Lattes-Montpellier.

## Culture locale et patrimoine

### Lieux et monuments
- Le site de Lattara, l'un des plus importants chantiers archéologiques de France[44] ;
- Le musée archéologique Henri Prades, où se tiennent tous les ans des expositions en relation avec le site portuaire gaulois de Lattara. Les champs de fouilles sont à proximité du musée et ouverts aux visites ;
- L'église Saint-Laurent. L'Abside et l'absidiole, ainsi que les corbeaux de la façade ont été classés au titre des monuments historiques en 1913[70] ;
- Église Saint-André de Maurin.
- Église Saint-Bernard de Port Ariane.

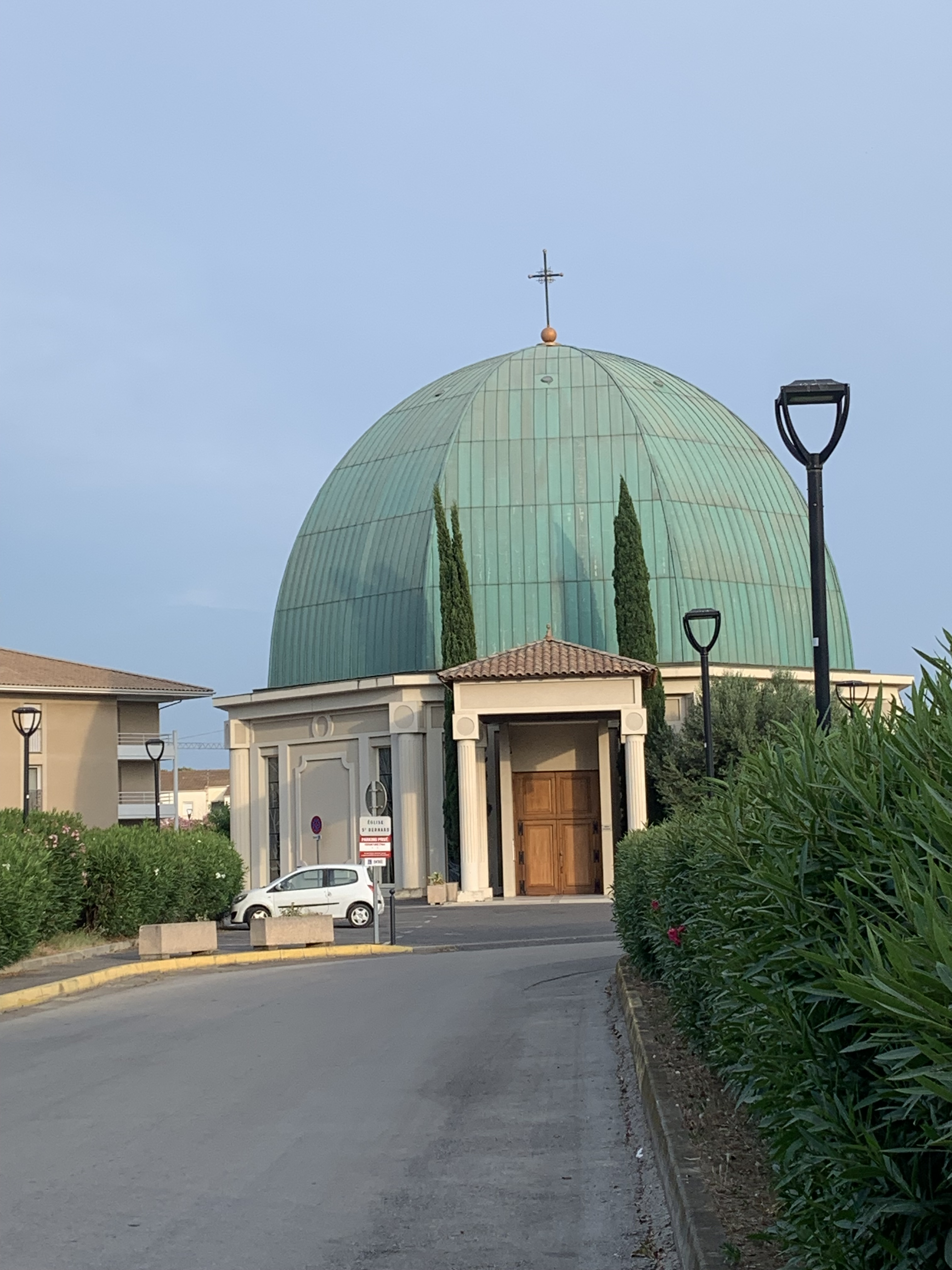
Église Saint-Bernard de Port Ariane

- Chapelle Notre-Dame-de-la-Médaille-Miraculeuse de Boirargues.

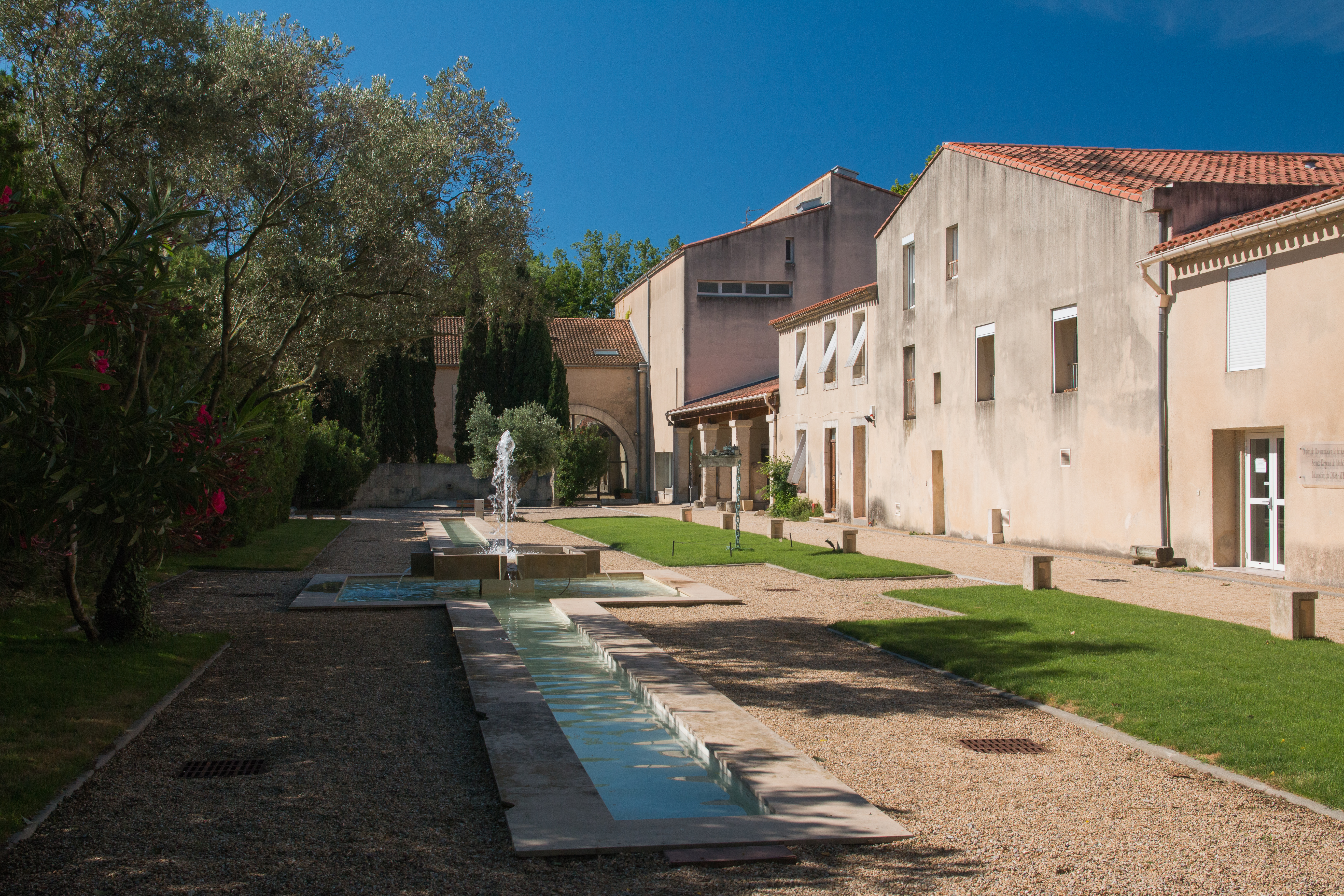
Lattara : Entrée du musée archéologique Henri-Prades.
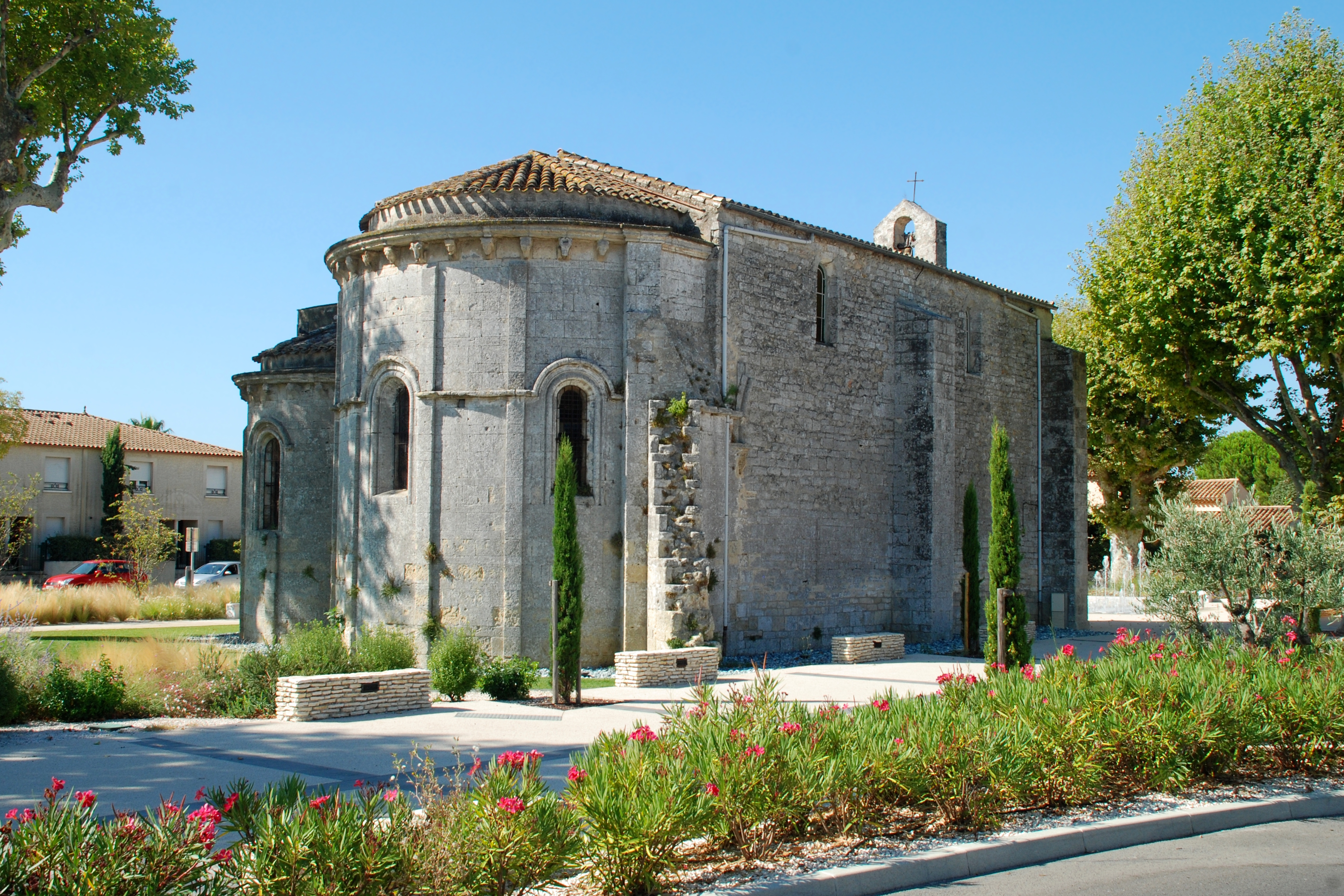
Église Saint-Laurent de Lattes.
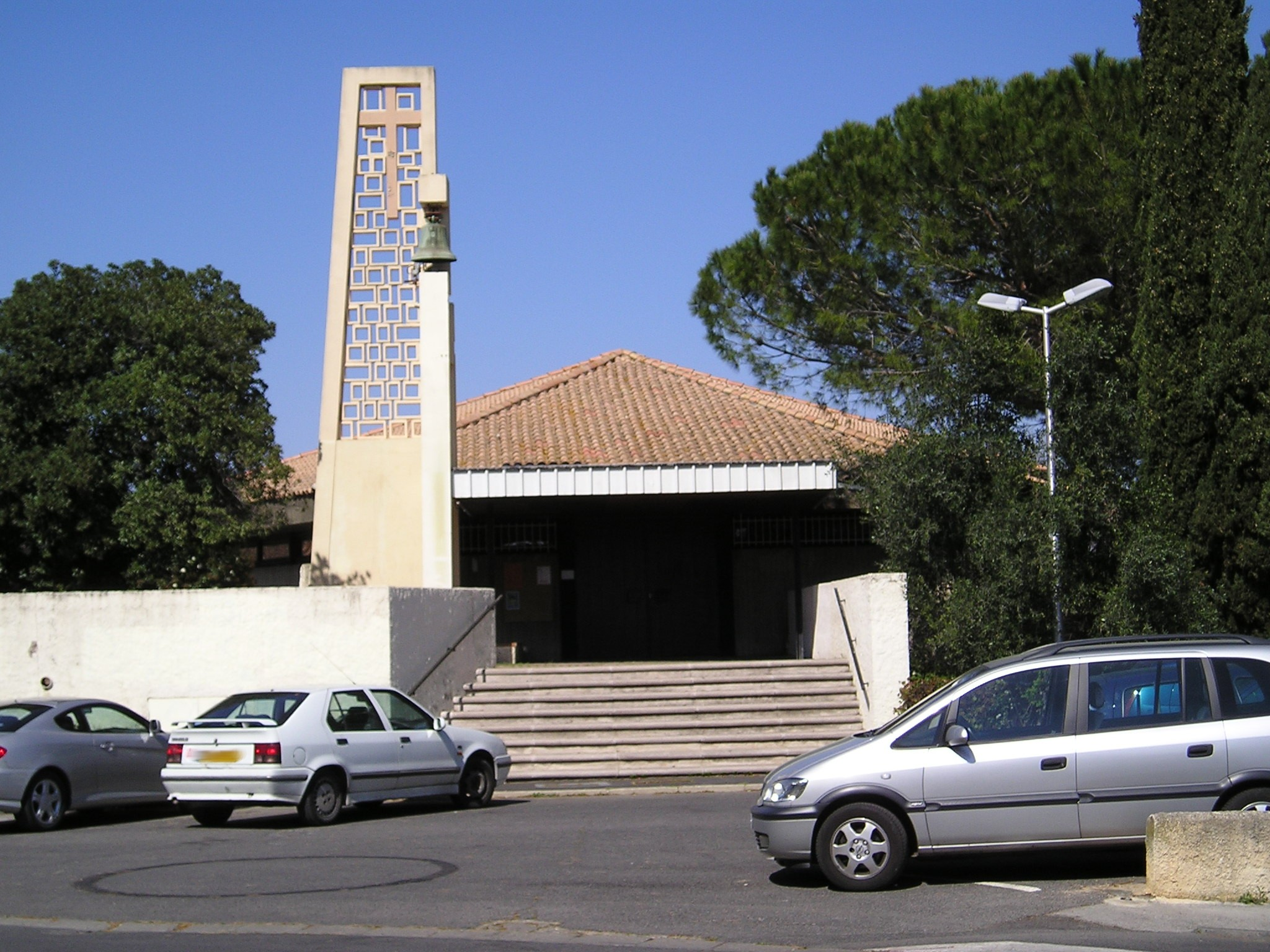
Église Saint-André de Maurin.
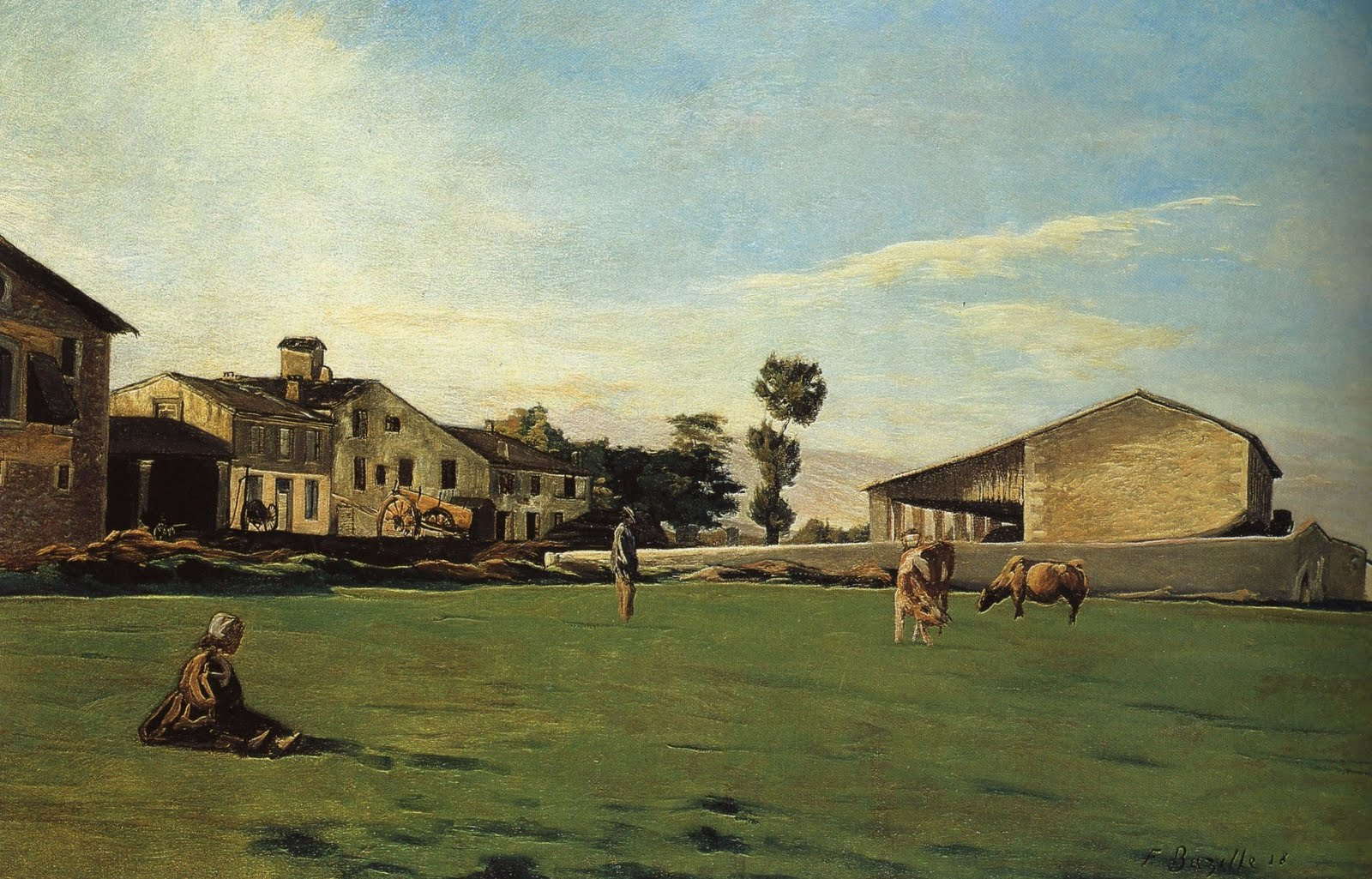
Ferme de Saint-Sauveur, peinture de Frédéric Bazille, 1863-1865.

- Sur les deux routes menant aux stations balnéaires de Palavas-les-Flots et de Carnon, la commune accueille plusieurs discothèques[réf. souhaitée] ;
- Le port de plaisance se situe au cœur du nouveau quartier de Port Ariane. Près de là, le mas d'Encivade est le cadre d'un festival de théâtre à la fin du printemps et pendant l'été[réf. nécessaire] ;
- Au sud de la ville de Lattes, la réserve naturelle du Méjean (et sa maison de la nature) accueillent les promeneurs sur un parcours permettant d'observer les oiseaux migrateurs. Des cigognes y vivent en permanence.

### Personnalités liées à la commune
- Henri Prades (1920-1989), instituteur et archéologue amateur, accomplit les premières recherches archéologiques du site de Lattara découvert en 1963.
- Pierre Dosséna (1922-1995), footballeur et entraîneur ayant effectué sa carrière au SO Montpellier (SOM), décédé sur la commune.
- Guy Barruol (1934-), historien et archéologue ayant dirigé le Centre archéologique de Lattes en tant que directeur de recherches auprès du CNRS.